# Olympische Sommerspiele 1992/Teilnehmer (Sierra Leone)
| Gelbes Symbol für Goldmedaillen mit stilisierten Olympischen Ringen | Graues Symbol für Silbermedaillen mit stilisierten Olympischen Ringen | Braundes Symbol für Bronzemedaillen mit stilisierten Olympischen Ringen |
| ------------------------------------------------------------------- | --------------------------------------------------------------------- | ----------------------------------------------------------------------- |
| —                                                                   | —                                                                     | —                                                                       |

Sierra Leone nahm an den Olympischen Sommerspielen 1992 in Barcelona, Spanien, mit einer Delegation von elf Sportlern (neun Männer und zwei Frauen) an zwölf Wettkämpfen in einer Sportart (Leichtathletik) teil. Medaillen konnten keine gewonnen werden. Es war die fünfte Teilnahme an Olympischen Sommerspielen für das Land. 

## Teilnehmer nach Sportarten

### Leichtathletik
Damen
- Eunice Barber
  - 100 Meter Hürden

Runde eins: ausgeschieden in Lauf eins (Rang sieben), 15,01 Sekunden
  - Siebenkampf

Finale: 4.530 Punkte, Rang 26
100 Meter Hürden: 870 Punkte, 14,79 Sekunden, Rang 29
Hochsprung: 678 Punkte, 1,55 Meter, Rang 28
Kugelstoßen: 576 Punkte, 10,71 Meter, Rang 28
200 Meter: 827 Punkte, 25,66 Sekunden, Rang 27
Weitsprung: 777 Punkte, 5,76 Meter, Rang 24
Speerwerfen: null Punkte, drei ungültige Versuche
800 Meter: 802 Punkte, 2:21,59 Minuten, Rang 21
  - Weitsprung

Qualifikationsrunde: Gruppe A, 5,55 Meter, Rang 14, Gesamtrang 29, nicht für das Finale qualifiziert
Versuch eins: 5,55 Meter
Versuch zwei: ungültig
Versuch drei: 5,55 Meter

- Melrose Mansaray
  - 200 Meter

Runde eins: ausgeschieden in Lauf sechs (Rang sieben), 24,67 Sekunden
  - 400 Meter

Runde eins: ausgeschieden in Lauf fünf (Rang sieben), 55,67 Sekunden

Herren

4 × 100 Meter Staffel
- Ergebnisse
Runde eins: in Lauf zwei (Rang drei) für das Halbfinale qualifiziert, 40,11 Sekunden
Halbfinale: ausgeschieden in Lauf eins (Rang sieben), 40,46 Sekunden
- Mannschaft
Denton Guy-Williams
Francis Keita
Paul Parkinson
Sanusi Turay

Einzel
- Prince Amara
  - 800 Meter

Runde eins: ausgeschieden in Lauf acht (Rang fünf), 1:51,76 Minuten

- Horace Dove-Edwin
  - 200 Meter

Runde eins: in Lauf neun (Rang vier) für das Viertelfinale qualifiziert, 21,38 Sekunden
Viertelfinale: ausgeschieden in Lauf eins (Rang sieben), 21,80 Sekunden

- Tom Ganda
  - Weitsprung

Qualifikationsrunde: Gruppe A, 7,67 Meter, Rang 12, Gesamtrang 27, nicht für das Finale qualifiziert
Versuch eins: 7,67 Meter
Versuch zwei: 7,40 Meter
Versuch drei: 7,43 Meter

- Benjamin Grant
  - 110 Hürden

Runde eins: ausgeschieden in Lauf fünf (Rang sieben), 14,27 Sekunden

- Foday Sillah
  - 400 Meter

Runde eins: ausgeschieden in Lauf neun (Rang sechs), 47,00 Sekunden

- Sanusi Turay
  - 100 Meter

Runde eins: in Lauf acht (Rang drei) für das Viertelfinale qualifiziert, 10,58 Sekunden
Viertelfinale: ausgeschieden in Lauf vier (Rang fünf), 10,40 Sekunden